# مارتن ريفيس
مارتن ريفيس (بالإنجليزية: Martin Reeves)‏ (7 سبتمبر 1981 ببرمنغهام في المملكة المتحدة - ) هو لاعب كرة قدم بريطاني في مركز الوسط. لعب مع ليستر سيتي ونادي نورثامبتون تاون وهال سيتي وHucknall Town F.C. ‏ ونونيتون بورو ‏ وBrackley Town F.C. ‏ ونادي ألدرشوت تاون.

## وصلات خارجية
- مارتن ريفيس على موقع قاعدة بيانات كرة القدم.إي يو (الإنجليزية)
- مارتن ريفيس على موقع Soccerbase.com (لاعب) (الإنجليزية)
- مارتن ريفيس على موقع عالم كرة القدم.نت (الإنجليزية)